# Уиппет
Уиппет (англ. whippet) — небольшая гладкошёрстная порода собак, занимающая среднее положение между грейхаундом и левреткой. Развивает скорость до 50—60 км/ч, по прямой — 70 км/ч.

## История породы
Уиппеты исторически использовались для охоты на зайцев.
Однозначного мнения о происхождении уиппета нет. Существует гипотеза, которая не находит подтверждения, согласно которой уиппетов вывели в XIX веке шахтёры.
Богиня Диана почти всегда изображалась с небольшой собакой, удивительно похожей на современного уиппета.
В Лувре находится скульптура IV—V вв. до н. э. — практически копия уиппета.
По последним данным, предки уиппетов попали на Британские острова вместе с римлянами около 55 года до н. э. Именно от этой средней формы борзой и произошли современные уиппет и грейхаунд, развившись как две самостоятельные, хотя и очень схожие породы. Вероятно, в уиппете содержится и кровь терьеров, так как в отличие от грейхаундов он более темпераментный, обладает прекрасными сторожевыми качествами, а уж тому, как он расправляется с крысами, могут позавидовать многие терьеры. Недаром англичане называют уиппета «бультерьер среди борзых».

## Описание
Общая пропорциональность и гармоничность сложения, развитая мускулатура в сочетании с сухостью и крепкими, сильными ногами сразу даёт понять, что эта собака создана для быстрого бега. Несмотря на изящную внешность, уиппет — крепкая собака с прекрасно отлаженной сердечно-сосудистой системой и уравновешенной психикой.
У уиппета небольшой рост, компактность, короткая шерсть. Небольшой вес позволяет брать уиппета с собой в путешествия, в дороге с ним не возникает проблем, поэтому эта порода пользуется большой популярностью во всём мире.
В России первые уиппеты появились в кинологическом племенном центре (КПЦ) «Элита» в 1988 году. Все десять щенков, привезённых из Польши, Германии и Чехословакии, оказались достаточно высокопородными, поэтому и уровень разведения был достаточно высоким.

## Стандарт породы FCI
Уиппет. FCI-стандарт №162. (выдержки)
Происхождение: Великобритания
Дата публикации оригинала стандарта: 24.06.1987
Использование: беговая собака.
Классификация FCI: группа 10 (борзые), секция 3 (короткошерстные борзые без рабочих испытаний).
Общий вид: гармоничное сочетание мышечной энергии и силы с элегантностью и грацией очертаний. Собака создана для скорости и работы. Необходимо избегать переразвитости форм.
Поведение/темперамент: идеальный компаньон. Быстро адаптируется в домашней и спортивной среде. Мягкий, нежный, привязчивый, уравновешенный характер.
Череп длинный и сухой, плоский в верхней части, сужающийся к концу морды, слегка широкий между глазами. Переход ото лба к морде слабый.
Нос чёрный, при голубом окрасе — голубой, при печёночном — печеночный, при изабелловом и кремовом или другом окрасе — любой цвет, кроме розового. Только при белом или пегом (партиколор) допустима «бабочка», не полностью пигментированный нос не допускается. Челюсти сильные, мощные, чисто очерченные, с полным ножницеобразным прикусом, то есть верхние зубы плотно прикрывают нижние и размещены в челюстях прямо. Глаза овальные, яркие, очень внимательные. Уши в форме розы, маленькие, мягкие по текстуре. Шея длинная, мускулистая, элегантно выгнутая.
Туловище. Линия верха выраженная изящная арка в пояснице, но собака не должна быть горбатой. Спина широкая, хорошо обмускуленная, крепкая, довольно длинная. Поясница производит впечатление энергии и силы. Линия низа с выраженным подрывом. Грудная клетка очень глубокая, хорошо очерченная. Ребра пружинистые, спина мускулистая.
Хвост без подвеса, длинный, сужается к концу, в движении плавной дугой поднимается вверх, но не над спиной.
Передние конечности прямые и отвесные, постав не слишком широкий. Плечи косые и мускулистые; лопатки сходятся вверху позвоночника, где они легко определяются. Локти хорошо прилегают к корпусу. Пясти сильные, легко пружинящие.
Задние конечности сильные. В стойке собака занимает большую площадь и показывает значительную движущую силу. Бедра широкие в верхней части. Коленные суставы с хорошими углами. Голени хорошо развиты. Скакательные суставы хорошо опущенные. Лапы очень аккуратные, с хорошо расщепленными пальцами, пальцы сводистые, подушечки толстые и сильные.
Походка/движения идеально свободные. Собака должна двигаться длинным лёгким шагом, сохраняя линию верха. Передние конечности должны хорошо выноситься вперёд и низко над землей, задние должны заходить глубоко под корпус, давая хороший и мощный толчок. В целом движения не должны выглядеть ходульными, высокими, короткими или семенящими – как при взгляде спереди, так и сзади.
Шерсть тонкая, короткая, плотно прилегающая.
Окрас: любые цвета или их сочетания.
Размер: высота в холке: кобели 47-51 см (18 ½-20 дюймов), суки 44-47 см (17 ½-18 1/2 дюйма).
Недостатки: любое отклонение от вышеупомянутых требований должно рассматриваться как недостаток, и серьёзность, с которой следует к нему относиться, зависит от степени отклонения.
Дисквалифицирующие пороки: агрессивность или чрезмерная пугливость.
N.B. Кобели должны иметь оба яичка нормально развитыми и опущенными в мошонку..